# Richard Brooks (regisseur)
Richard Brooks (Philadelphia, 18 mei 1912 – Los Angeles, 11 maart 1992) was een Amerikaans regisseur, scenarist en filmproducent.

## Levensloop
Brooks werd geboren als Reuben Sax. Hij was de zoon van Joods-Russische immigranten. Hij studeerde journalistiek aan Temple University in Philadelphia, maar hij brak na twee jaar zijn studie af. Brooks werkte voor de radio en was een tijdlang theaterregisseur, voordat hij in Hollywood als scenarioschrijver aan de slag ging. In de jaren 40 schreef hij de scenario's voor de misdaadfilms Brute Force (1947) en Key Largo (1948). In 1950 debuteerde hij met Crisis als filmregisseur. Vanaf de jaren 60 werd Brooks zelf filmproducent. Hij ging zich steeds meer toeleggen op het verfilmen van literatuur. Zijn enige Oscar won hij in 1960 met zijn scenario voor Elmer Gantry. Daarnaast werd hij nog vier keer genomineerd voor een Oscar.
Van 1960 tot 1977 was Brooks getrouwd met de Britse actrice Jean Simmons.

## Filmografie (als regisseur)
- 1950: Crisis
- 1952: The Light Touch
- 1952: Deadline – U.S.A.
- 1953: Battle Circus
- 1953: Take the High Ground!
- 1954: Flame and the Flesh
- 1954: The Last Time I Saw Paris
- 1955: Blackboard Jungle
- 1956: The Last Hunt
- 1956: The Catered Affair
- 1957: Something of Value
- 1958: The Brothers Karamazov
- 1958: Cat on a Hot Tin Roof
- 1960: Elmer Gantry
- 1962: Sweet Bird of Youth
- 1965: Lord Jim
- 1966: The Professionals
- 1967: In Cold Blood
- 1969: The Happy Ending
- 1971: $
- 1975: Bite the Bullet
- 1977: Looking for Mr. Goodbar
- 1982: Wrong Is Right
- 1985: Fever Pitch